# Johann Georg Steinert

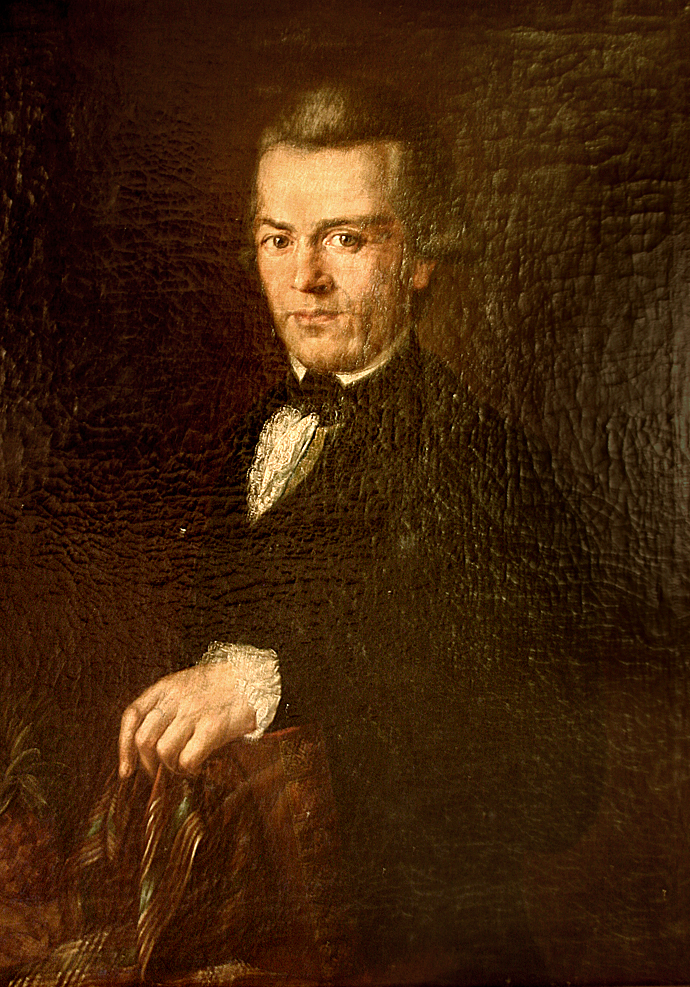
Johann Georg Steinert (Öl, um 1790)

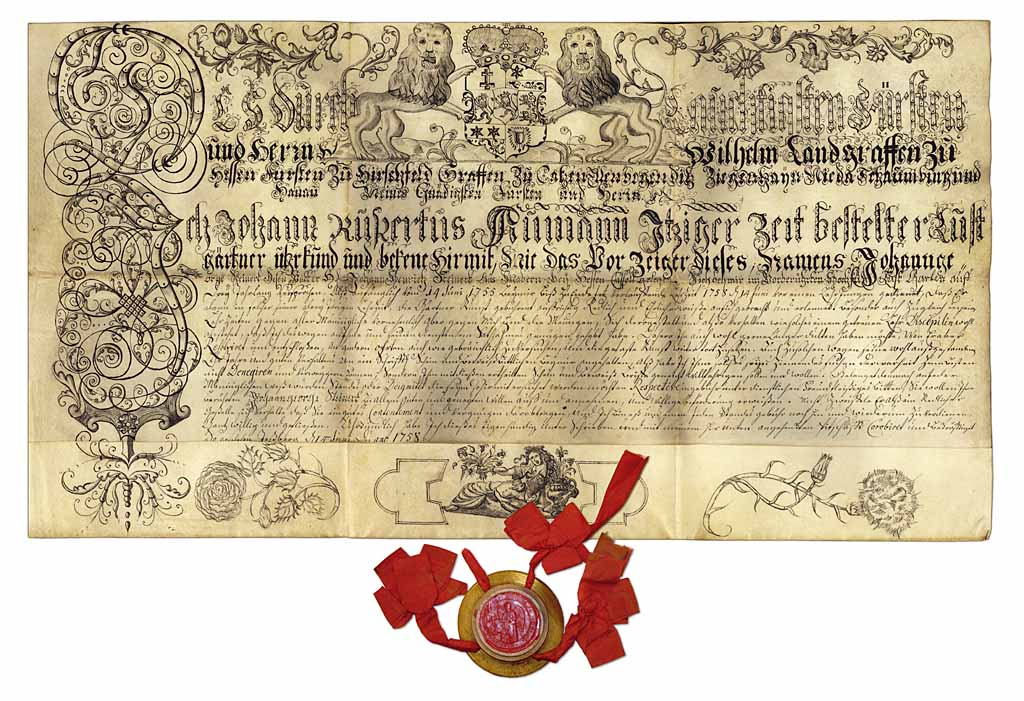
Meisterbrief Johann Georg Steinert aus dem Jahre 1758

Johann Georg Steinert (* 9. Februar 1740 in Wabern / Hessen; † 24. Dezember 1807 in Potsdam) war ein preußischer Hofgärtner.

## Leben
Johann Georg Steinert absolvierte seine Lehre 1755 bis 1758 beim Hofgärtner Johann Christoph Aumann in den Gärten des Maximillianschlösschen in Jesberg. Von 1761 bis etwa 1763 ist er Gehilfe in der Melonerie und Pisangtreiberei (Bananentreiberei) in Sanssouci, deren Leitung er 1769 als Hofgärtner übernimmt. König Friedrich II. betrachtete Bananensaft als wirksames Mittel gegen seine Gicht. 
1786 wurde er zeitweise im Lustgarten des Potsdamer Stadtschlosses unter Joachim Ludwig Heydert eingesetzt. Ab 1794 war er für den Lustgarten allein verantwortlich.
Als Nachfolger von Johann August Eyserbeck in der Leitung der königlichen Gartenverwaltung Charlottenburg unter Friedrich Wilhelm III. setzte er ab 1801/1802 dessen bereits 1788 unter Friedrich Wilhelm II. begonnene Umgestaltung und Erweiterung des Charlottenburger Schlossgartens von einem Barockgarten in einen Landschaftsgarten fort. Die beiden Gartenleiter ließen neue Kanäle graben und schufen so die Belvedere-Insel und die Luiseninsel. Diese landschaftliche Umgestaltung wurde ab 1819 von Peter Joseph Lenné fortgesetzt und vollendet.
Vermutlich geht auch eine noch im regelmäßigen Stil gestaltete Grünanlage um die Kirche von Alt-Lietzow (eine hippodromartige, von einer Lindenreihe begrenzte Rasenfläche), die nach Aufgabe des Kirchhofs kurz vor 1824 angelegt wurde, auf Johann Georg Steinert zurück.
Des Weiteren wirkt er bei der Umgestaltung der von Heydert angelegten „Nauenschen Plantage“ (des späteren Wilhelmplatzes, heute Platz der Einheit) unter Friedrich II. mit. Die mittige Bepflanzung des Platzes wurde ausgelichtet, ein neues Wegerondell mit weiteren Diagonal- und Querwegen angelegt. Steinert pflanzte entlang der neu angelegten Wege Linden und Pyramidenpappeln.
Johann Georg Steinert war mit Maria Puhlmann, genannt Mieke, einer Tochter des Potsdamer Gastwirtes George Puhlmann verheiratet. Maria Puhlmann war die Mutter eines unehelichen Kindes des späteren Königs Friedrich Wilhelm II. Friedrich Wilhelm II. veranlasste die Eheschließung und Johann Georg adoptierte den Sohn Georg Steiner. Georg, der die Schreibweise des Familiennamens von Steinert zu Steiner änderte, folgte der Laufbahn seines Stiefvaters. Er erlernte zwischen 1791 und 1794 den Beruf des Gärtners und wurde ebenfalls preußischer Hofgärtner.